# Język bentong
Język bentong, także: bentong-dentong, dentong – język austronezyjski używany w prowincji Celebes Południowy w Indonezji. Według danych z 1987 roku posługuje się nim 25 tys. osób.
„Bentong” i „dentong” to nazwy (pierwotnie pejoratywne) nadane przez Bugisów i Makasarczyków. Jako odrębny język został sklasyfikowany w pracy z 1989 r.
Nie został bliżej opisany w literaturze, niejasna jest również jego żywotność. Odnotowano, że jest częściowo wypierany przez język indonezyjski.